# Collinsia multicolor
Collinsia multicolor là một loài thực vật có hoa trong họ Mã đề. Loài này được Lindl. & Paxton mô tả khoa học đầu tiên năm 1851.

## Hình ảnh

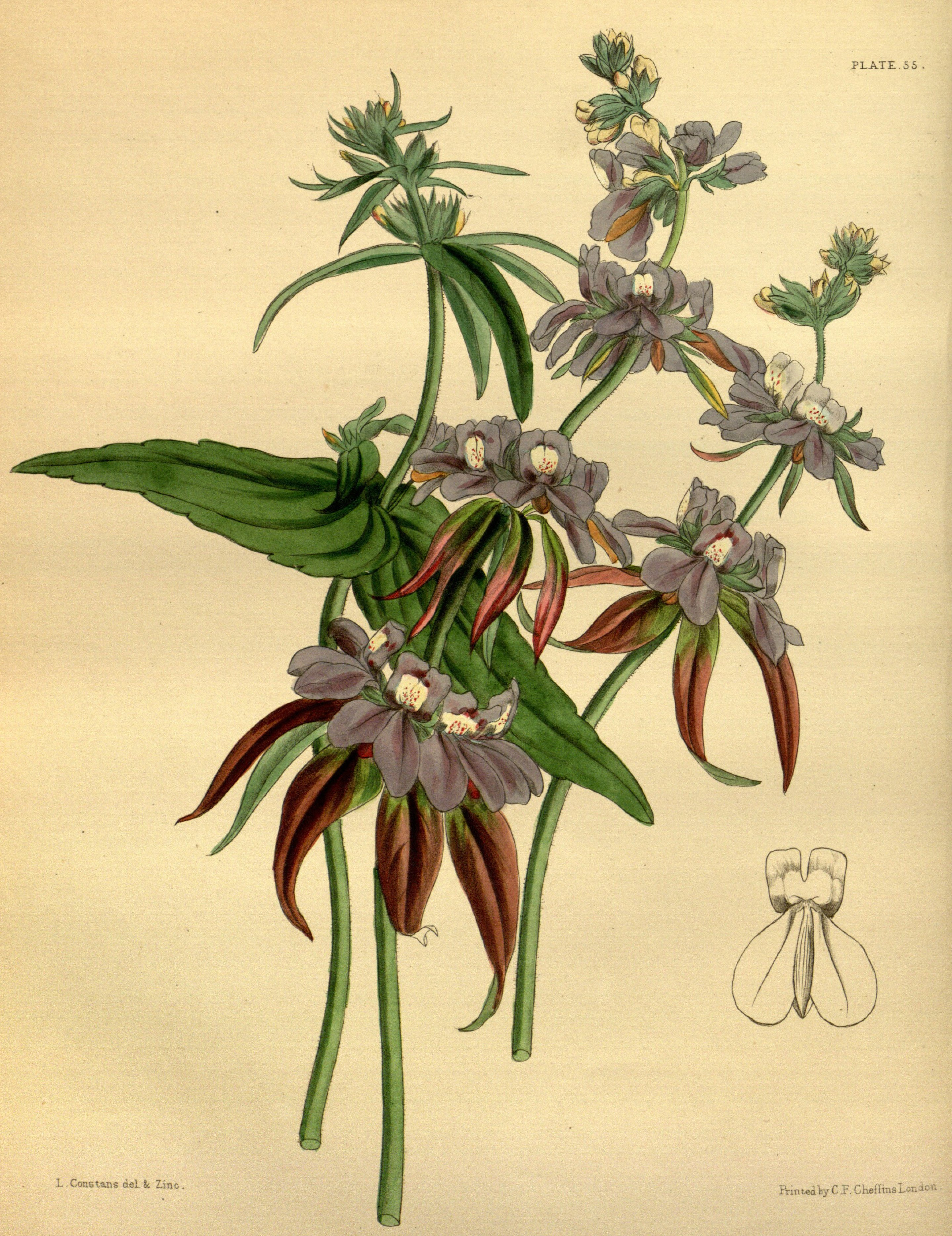